# Orvault
Orvault là một xã thuộc tỉnh Loire-Atlantique, trong vùng Pays de la Loire ở phía tây nước Pháp. Xã này nằm ở khu vực có độ cao từ 7-74 mét trên mực nước biển. Theo điều tra dân số năm 1999 của INSEE, xã có dân số 23.554 người.
Đây là ngoại ô lớn thứ tư của Nantes.

## Liêt kết ngoài
- Official website Lưu trữ ngày 3 tháng 4 năm 2010 tại Wayback Machine (tiếng Pháp)